# Anna Rose
Anna-Maria Rose (* 28. September 2006) ist eine deutsche Eishockeyspielerin, die seit 2021 für den ECDC Memmingen in der Fraueneishockey-Bundesliga spielt.

## Karriere
Durch ihren Vater Markus, der früher selbst Eishockeyspieler im Amateurbereich war und auch einige Zeit bei der Frauenmannschaft des ECDC Memmingen als Assistenztrainer fungierte, kam Anna Rose zum Eishockey und spielt seit der Saison 2021/22 in der Frauen Mannschaft des ECDC Memmingen. Mit ihrer Mannschaft qualifizierte sie sich dabei für die Playoffs und erreichte die Finalserie. Dort unterlag der ECDC im Best-of-Five-Modus dem ERC Ingolstadt mit 1:3. In der darauffolgenden Saison erreichte sie mit der Mannschaft aus Memmingen erneut die Playoffs und auch die Finalserie um die Deutsche Meisterschaft. Im Best-of-Five-Modus setzte sich das Team glatt mit 3:0 gegen die Mad Dogs Mannheim durch und sicherte sich die Deutsche Meisterschaft. Zudem spielte Anna Rose in der Saison auch für die U17-Junioren des HC Landsberg in der zweithöchsten Spielklasse dieser Altersklasse.

### International
Mit der U18-Nationalmannschaft von Deutschland nahm Anna Rose an der U18-Weltmeisterschaft 2022, die in den US-amerikanischen Städten Madison und Middleton ausgetragen wurde, teil. Mit der Mannschaft stieg sie im Rahmen der WM in die Division IA ab. Ein Jahr später nahm sie erneut an einer U18-Weltmeisterschaft teil und feierte dabei mit ihrer Mannschaft beim Turnier der Division IA, das im italienischen Ritten ausgetragen wurde, den direkten Wiederaufstieg in die Top-Gruppe.

## Erfolge und Auszeichnungen
- 2022 Deutscher Vizemeister mit dem ECDC Memmingen
- 2023 Aufstieg in die Top-Division bei der U18-Frauen-Weltmeisterschaft der Division IA
- 2023 Deutscher Meister mit dem ECDC Memmingen